# ويليام إل. ريس
ويليام إل. ريس (بالإنجليزية: William L. Reese)‏ هو فيلسوف أمريكي، ولد في 1921، وتوفي في 22 سبتمبر 2017.